# Molecular Biology and Evolution
Molecular Biology and Evolution (abrégé en Mol. Biol. Evol.) une revue scientifique à comité de lecture. Ce mensuel est édité par la Society for Molecular Biology and Evolution et publié par Oxford University Press. Il s'occupe des sujets à l'interface de la biologie moléculaire et de la biologie de l'évolution.
D'après le Journal Citation Reports, le facteur d'impact de ce journal était de 11,0 en 2023. Les rédacteurs fondateurs étaient Walter Fitch et Masatoshi Nei; les rédacteurs en chef actuels sont Brandon Gaut et Claudia Russo.